# Ginan
Ginan (岐南町?) è una cittadina giapponese della prefettura di Gifu.